# Juge en chef du Québec
Le juge en chef du Québec est le juge en chef de la Cour d'appel du Québec, désignée Cour du banc de la Reine du Québec avant 1974. Depuis 2020, le poste est occupé par Manon Savard.

## Histoire

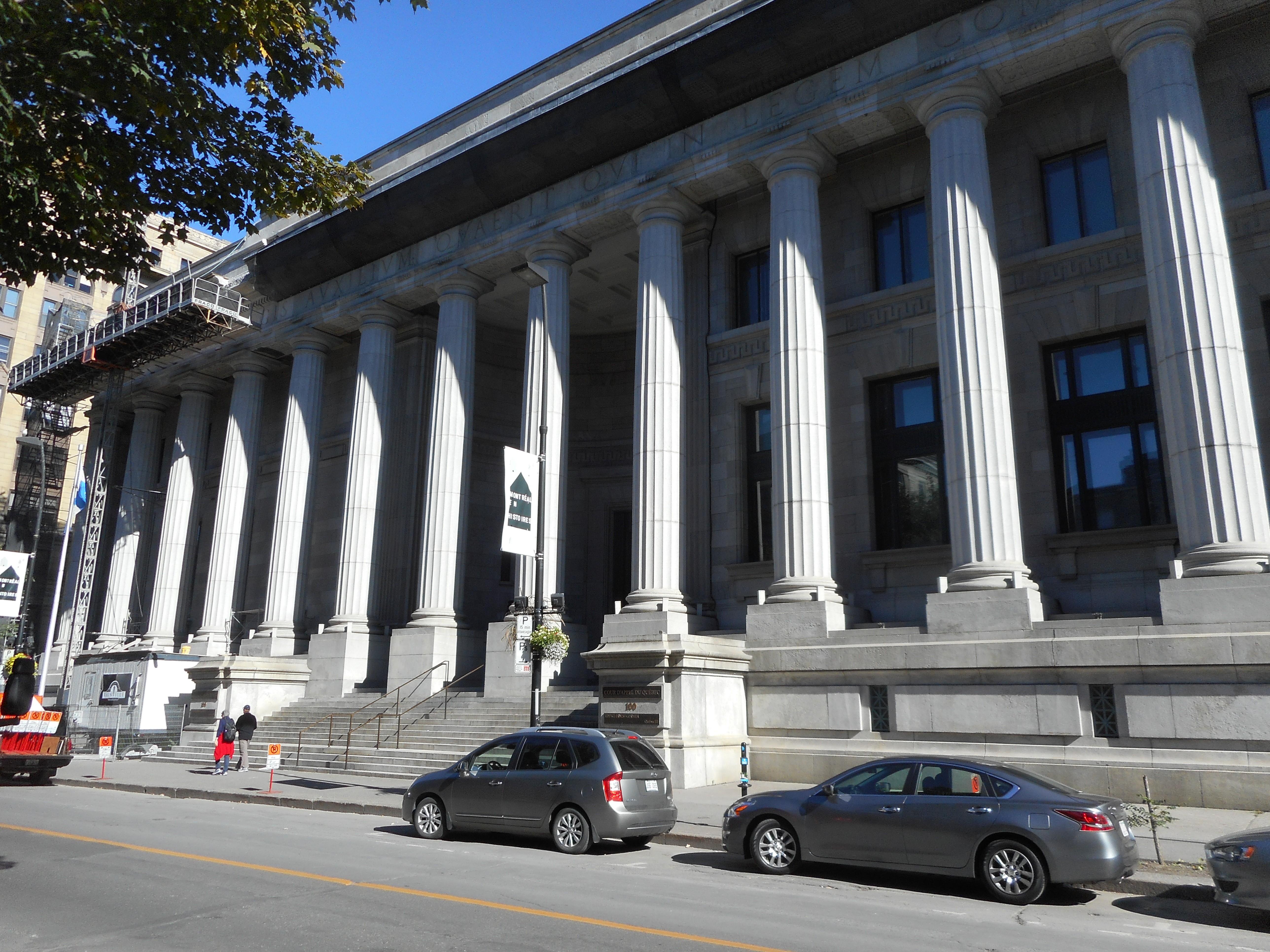
Le juge en chef préside la Cour d'appel du Québec, autrefois nommée la Cour du banc du Roi.

Le poste existe de façon théorique depuis l'intégration de la common law sur le territoire actuel du Québec après la conquête britannique du Canada. Le 17 septembre 1764, une Cour du banc du Roi est créée pour la province de Québec. Ce tribunal supérieur est par tradition dirigé par un Chief Justice, dont le titre est traduit par « juge en chef » en français. Ainsi, indépendamment de l'entité politique au cours de l'histoire (province britannique de Québec, Bas-Canada, Canada-Est et province canadienne du Québec), « juge en chef du Québec » désigne le juge de la plus haute cour présente sur le territoire.
Jusqu'à la nomination de Louis-Hippolyte La Fontaine en 1853, le poste de juge en chef est traditionnellement occupé par un britannique ou descendant britannique. Jonathan Sewell est celui ayant occupé le plus longuement la fonction de juge en chef, soit pendant 30 ans.

## Rôles et fonctions
Sa fonction principale est de présider la Cour d'appel du Québec, désignée Cour du banc de la Reine du Québec avant 1974. Il est chargé d'établir le calendrier des séances du tribunal. En absence ou en cas d'empêchement du juge en chef, le doyen des juges de la cour par ordre chronologique de nomination le remplace dans ses fonctions. Dans l'ordre de préséance du Québec, il occupe le rang situé entre le président de l'Assemblée nationale et le vice-premier ministre. En cas de vacance du poste de lieutenant-gouverneur du Québec, le juge en chef assume de façon intérimaire les fonctions de lieutenant-gouverneur.

## Liste des juges en chef

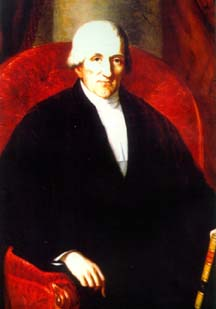
Jonathan Sewell est le juge en chef étant resté le plus longtemps en poste, soit de 1808 à 1838.

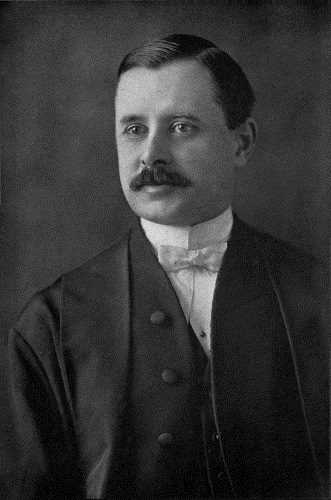
Poste autrefois éminemment politique, Édouard Rinfret est le dernier juge en chef (1977-1980) à avoir également été député.

### Juge en chef de laprovince de Québec
|     | Nom             | Début             | Fin             |
| --- | --------------- | ----------------- | --------------- |
| 1er | William Gregory | 17 septembre 1764 | 3 février 1766  |
| 2e  | William Hey     | 3 février 1766    | 31 mai 1777     |
| 3e  | Peter Livius    | 31 mai 1777       | 2 novembre 1786 |
| 4e  | William Smith   | 2 novembre 1786   | [...]           |

### Juge en chef duBas-Canada
|     | Nom                         | Début            | Fin             |
| --- | --------------------------- | ---------------- | --------------- |
| 4e  | William Smith               | [...]            | 6 décembre 1793 |
| 5e  | William Osgoode             | 24 février 1794  | 1er mai 1802    |
| 6e  | John Elmsley                | 29 octobre 1802  | 29 avril 1805   |
| 7e  | Henry Allcock               | 1er juillet 1805 | 22 février 1808 |
| 8e  | Jonathan Sewell             | 22 août 1808     | 20 octobre 1838 |
| 9e  | James Stuart                | 22 octobre 1838  | 14 juillet 1853 |
| 10e | Louis-Hippolyte La Fontaine | 13 août 1853     | 26 février 1864 |
| 11e | Jean-François-Joseph Duval  | 5 mars 1864      | [...]           |

### Juge en chef duQuébec
|     | Nom                           | Début             | Fin               |
| --- | ----------------------------- | ----------------- | ----------------- |
| 11e | Jean-François-Joseph Duval    | [...]             | 31 mai 1874       |
| 12e | Antoine-Aimé Dorion           | 1er juin 1874     | 31 mai 1891       |
| 13e | Alexandre Lacoste             | 14 septembre 1891 | 24 janvier 1907   |
| 14e | Henri-Thomas Taschereau       | 29 janvier 1907   | 11 novembre 1909  |
| 15e | Louis-Amable Jetté            | 16 novembre 1909  | 10 août 1911      |
| 16e | Horace Archambeault           | 10 août 1911      | 25 août 1918      |
| 17e | Jean-Baptiste-Gustave Lamothe | 19 septembre 1918 | 24 novembre 1922  |
| 18e | Eugène Lafontaine             | 22 décembre 1922  | 19 septembre 1932 |
| 19e | Joseph-Mathias Tellier        | 21 septembre 1932 | 31 décembre 1942  |
| 20e | Séverin Létourneau            | 9 janvier 1942    | 17 décembre 1949  |
| 21e | Antonin Galipeault            | 18 janvier 1950   | 1er mars 1961     |
| 22e | Lucien Tremblay               | 1er mars 1961     | 1er juillet 1977  |
| 23e | Édouard Rinfret               | 10 août 1977      | 12 mai 1980       |
| 24e | Marcel Crête                  | 12 mai 1980       | 11 mars 1988      |
| 25e | Claude Bisson                 | 24 mai 1988       | 31 octobre 1994   |
| 26e | Pierre A. Michaud             | 1er novembre 1994 | 20 juin 2002      |
| 27e | Michel Robert                 | 25 juin 2002      | 31 août 2011      |
| 28e | Nicole Duval Hesler           | 7 octobre 2011    | 7 avril 2020      |
| 29e | Manon Savard                  | 10 juin 2020      | En cours          |